# Astrocystis fimbriata
Astrocystis fimbriata är en svampart som beskrevs av Dulym., P.F. Cannon & Peerally 1998. Astrocystis fimbriata ingår i släktet Astrocystis och familjen kolkärnsvampar.   Inga underarter finns listade i Catalogue of Life.